# Mindaugas Lingė
Mindaugas Lingė (* 18. November 1981 in Rietavas) ist ein litauischer konservativer Politiker, Mitglied des Seimas.

## Leben
Nach dem Abitur an der Mittelschule schloss Mindaugas Lingė 2007 das Masterstudium der Sozialarbeit an der Universität Vilnius in der litauischen Hauptstadt Vilnius ab. Er arbeitete in der Struktur der litauischen Partei TS-LKD und war von 2005 bis 2006 Leiter des Parteibüros. Von 2006 bis 2009 war er Berater des litauischen Präsidenten Valdas Adamkus und dann der Präsidentin Dalia Grybauskaitė, zunächst als Berater und von 2016 bis 2019 als Chefberater für Innenpolitik. Von 2019 bis 2020 lehrte er am Institut für Politikwissenschaften und Internationale Beziehungen der Universität Vilnius. 2020 wurde er zum Mitglied des 13. Seimas und war Leiter des Sozialausschusses sowie später des Finanzausschusses. Seit dem 14. November 2024 ist er Vorsitzender der TS-LKD-Fraktion im 14. Seimas. 
2019 wurde er stellvertretender Parteivorsitzender seiner Partei TS-LKD.